# جائزة المجر الكبرى 1998
جائزة المجر الكبرى 1998 هو سباق فورمولا 1 أقيم بتاريخ 16 أغسطس 1998 في بودابست. كان الثاني عشر من أصل 16 في بطولة العالم لسباقات الفورمولا واحد موسم 1998. حلّ الألماني مايكل شوماخر أولا بينما جاء البريطاني ديفيد كولتهارد في المركز الثاني وحصل على المركز الثالث الكندي جاك فيلنوف.